# Grassroots

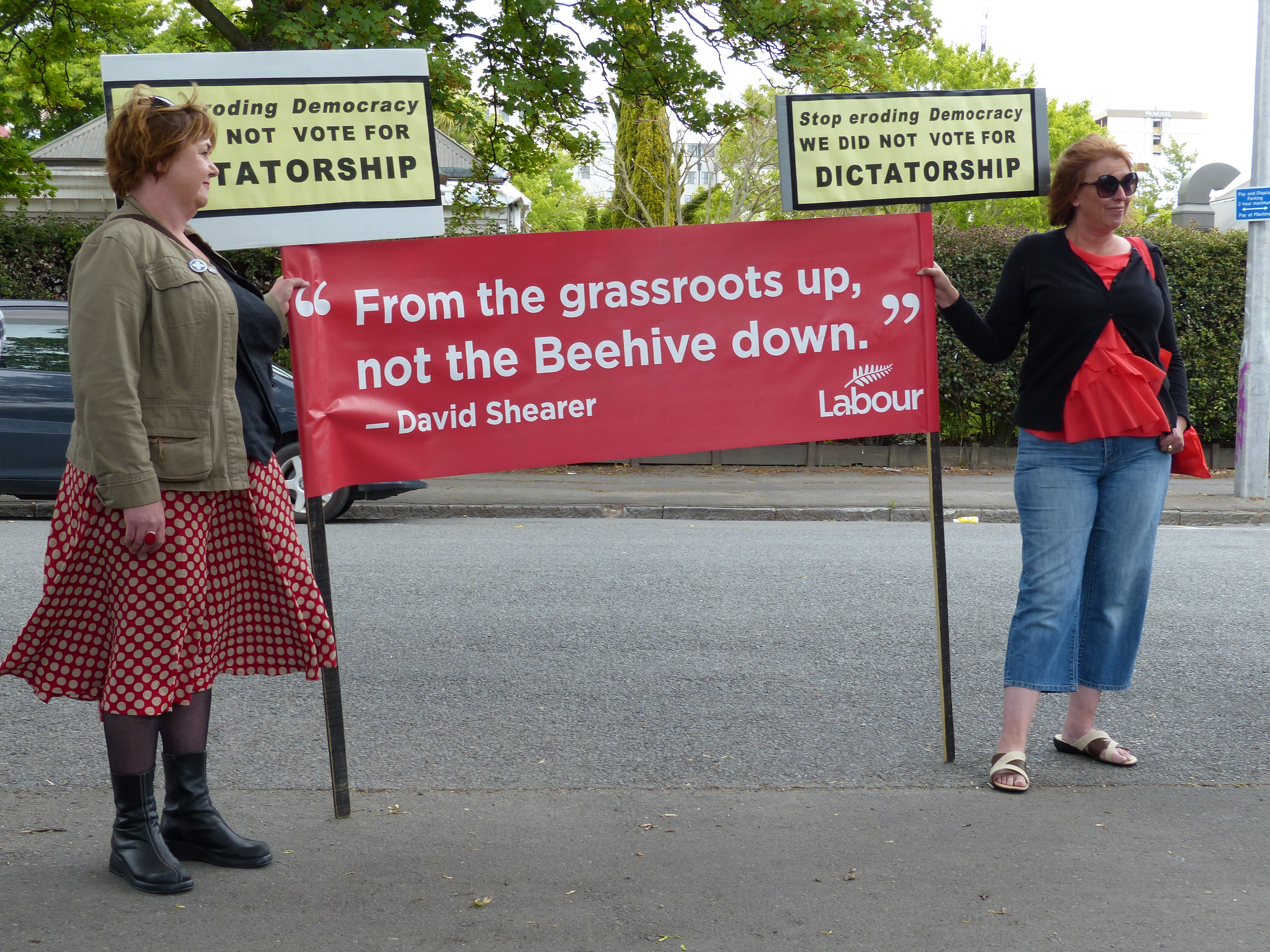
Protest in Christchurch, december 2012

Grassroots ("graswortels") is een Engelse term voor politieke processen die aan de basis worden ontwikkeld. Vaak betekent dit dat burgers in plaats van beleidsmakers initiatieven ontwikkelen en beslissingen nemen. Ook activisme vanuit gemeenschappen valt onder het begrip grassroots.
Binnen ICT-organisaties wordt grassroots ook wel gebruikt om een type projecten of initiatieven aan te duiden die niet gestuurd worden vanuit een scherpomlijnde opdracht (grassroots-projecten).

## Grassrootsdemocratie
Deze vorm van inspraak en organisatie is een leidend principe voor veel politieke partijen en organisaties. Dit vanuit het principe om met mensen aan de basis van verandering te staan. Zowel linkse als rechtse activistische bewegingen proberen hier naar te handelen. Een voorbeeld hiervan is de Belgische partij Agalev (Anders gaan leven), omgevormd naar Groen en de pan-Europese politieke partij Volt Europa. Aan deze vorm van organisatie is de term basisdemocratie gelieerd.

## Grassrootsactivisme
Ook grotere organisaties zoals Oxfam Novib hebben het principe van activisme aan de basis hoog in het vaandel staan. Projecten die de organisatie ontwikkelt, worden aan de basis bedacht en uitgevoerd, het zogenaamde Oxfam-principe. Deze lijn van activisme wordt ook omarmd door andersglobalisten in de leus think global, act local.